# We Are X
A We Are X 2016-ban bemutatott dokumentumfilm, mely az X Japan nevű japán heavy metal együttes és alapítója, Yoshiki történetét dolgozza fel.
Stephen Kijak rendezte, és a Sundance Filmfesztiválon mutatták be először 2016. január 23-án.
A film az együttes alapítását, a japán társadalomra és könnyűzenére gyakorolt hatását, 1997-es feloszlását, 2007-es újraalakulását és nemzetközi piacon való megjelenését követi nyomon. Ugyancsak kitér Yoshiki gyerekkorára, barátságára az együttes énekesével, Toshival, apja öngyilkosságára, az együttes két tagjának halálára, mindezek Yoshikire gyakorolt hatására, valamint a zenész romló egészségi állapotára.
A filmben több interjú is látható az együttes jelenlegi tagjaival (Yoshiki, Toshi, Pata, Heath és Sugizo), megszólalnak Yoshiki külföldi barátai és zenésztársai, mint Stan Lee képregényíró, Gene Simmons (Kiss), Wes Borland (Limp Bizkit), Richard Fortus (Guns N’ Roses), Marilyn Manson és George Martin (a The Beatles producere); valamint olyan japán művészek, akikre nagy hatással volt az X Japan zenéje: például a Mucc, a Ladies Room, a Luna Sea, a Dir en grey és a Glay együttesek.
A dokumentumfilm filmzenei albuma 2017. március 7-én jelent meg a Legacy Recordings kiadásában, az együttes régebbi dalait tartalmazza, stúdiófelvételeket, valamint koncertfelvételeket korábbi turnéikról. Yoshiki egy új dalt is írt a filmhez, La Venus címmel.
A We Are X elnyerte a Sundance Filmfesztivál legjobb vágásért járó díját a dokumentumfilmek kategóriában, a South by Southwesten pedig közönségdíjat kapott „kiváló főcímtervezés” kategóriában. A kritikai vélemények megoszlóak, általánosságban a filmet dicsérik a történetvezetésért és a pozitív végkifejletért, ám kritizálják azért, mert túlságosan Yoshiki életére összpontosít, az együttes egészének története helyett.

## Cselekmény
Az X Japan történetét az együttes dobosa, vezetője és fő dalszerzője, Yoshiki életén keresztül mutatja be a film, keretbe foglalva a 2014. október 11-i Madison Square Gardenben adott koncert segítségével. A zenész életútját tragédiák sorozata kíséri; 10 éves volt, mikor édesapja öngyilkos lett; gyerekkori legjobb barátját, együttese énekesét, Toshit „agymosta” egy szekta, ami az együttes feloszlásához vezetett 1997-ben; gitárosuk, hide öt hónappal később meghalt, a hivatalos vizsgálatok szerint öngyilkos lett; korábbi basszusgitárosuk, Taiji pedig nem sokkal azután, hogy 2010-ben újra fellépett az együttessel, szintén öngyilkos lett.
A film taglalja az együttes alapítását; Yoshiki és Toshi még középiskolásként hozták létre a zenekart, a két zenész azonban akkor már óvodás koruk óta a legjobb barátok voltak. A történet elmeséli, hogyan váltak népszerűvé, a visual kei mozgalom egyik alapítójává, és milyen sikereket értek el. Ezt követően rátér a problémákra, Taiji menesztésére és Yoshiki számos egészségügyi problémájára, mint az extrém dobolása miatt kialakult nyaki sérve vagy az asztmája, ami miatt a koncertek szüneteiben rendszeresen oxigénpalackokkal lélegeztették. Szó esik arról, hogyan vált Toshi egy szekta áldozatává és hagyta el az együttest, és hogyan halt meg gitárosuk öt hónappal később.
Az együttes feloszlását követően Yoshiki szólókarrierjét építette, klasszikus zenei szerzeményeket komponált, például Akihito japán császár számára, majd 2007-ben az X Japan újraalakult és a film elkezdi boncolgatni a nemzetközi piacra való betörésüket.
A filmben több interjú is látható, az együttes jelenlegi tagjaival (Pata, Heath, Toshi és Sugizo), Yoshiki édesanyjával, az együttessel dolgozó személyzettel, valamint több, a szórakoztatóiparban dolgozó ismert emberrel. Ilyen például Stan Lee, aki képregényt alkotott Yoshikivel a főszerepben Red Blood Dragon címmel; megszólalnak Yoshiki külföldi barátai és zenésztársai, mint Gene Simmons, Wes Borland, Richard Fortus, Marilyn Manson és George Martin; valamint olyan japán és külföldi művészek, akikre nagy hatással volt az X Japan zenéje: például a Mucc, a Ladies Room, a Luna Sea, a Dir en grey és a Glay együttesek Japánból, vagy a tajvani Mayday.

## Háttér és forgatás
A film címe abból a „We are...” (Mi vagyunk az...) kezdetű kiáltásból ered, melyet az együttes tagjai (főképp Toshi és Yoshiki) hallatnak a koncerteken, az X című daluk közben, és melyre a közönség azzal válaszol: „X!”, karjukat X alakban magasra emelve.
Yoshikit az ügynöke, Marc Geiger győzte meg, hogy készítsenek dokumentumfilmet az X Japanról, majd megkeresték John Battsek producert, aki Stephen Kijaket ajánlotta nekik. Kijak korábban sosem hallott az együttesről, de miután rájuk keresett az interneten, meglátta a fényképeiket és megtudta, hogy az együttes szlogenje a „Psychedelic Violence Crime of Visual Shock” (A vizuális sokk pszichedelikus erőszak(os) bűntette), azonnal igent mondott. Nem tudott semmit a japán rockról, a japán társadalomról, de úgy vélte, ez előnyére vált a film készítésekor, mert így friss szemmel tudott tekinteni a feldolgozandó anyagra és a potenciális új nézők szemszögéből vizsgálódni.
Bár Kijak maga tinikorában felhagyott a heavy metallal, az X Japan zenéjét nagyon vonzónak találta, meglepődött, hogy miért nem hallotta korábban. Az együttes néhány tagjához is közelebb került, mikor kiderült, hogy Yoshikivel és Toshival együtt mindhárman a Kiss Love Gun című albumát vásárolták meg először. Sugizóval sokat beszélgettek a brit újhullámos Japan együttesről és Mick Karnról, aki a gitáros jó barátja volt.
A forgatást három napos előkészület után, gyorsan kellett megkezdeniük, az együttes Madison Square Gardenben tartott koncertjének előkészületeit kezdték el felvenni. Előtte Kijak Japánba utazott az X Japan két napos Yokohama Arena-beli koncertjére, melyet „bemelegítésnek” szántak az amerikai fellépés előtt: „Azt akarták, hogy lássam a bemelegítő fellépéseiket. A bemelegítésük a Madison Square Gardenre két, 18 000 fős arénakoncert volt, az összes pirotechnikai elemmel, meg minden. Mondom, „azt a mindenit!” Sose láttam ehhez foghatót. A koncert, az együttes... Ezek a nagyon vékony japán zenészek. Például a basszusgitárosuk szinte olyan mint egy madár; mindannyian úgy néztek ki, mintha a Marsról pottyantak volna le. Ilyen őrült földöntúli látvány volt.”
A filmhez felhasználták Yoshiki magánarchívumát, a zenész életét ugyanis nagy mennyiségű videófelvétel örökíti meg, melyeket két raktárban őriznek Tokióban és Los Angelesben. Édesanyja kérésére minden mozdulatát videóra vették, mert az asszony meg volt győződve róla, hogy a fia nem fog sokáig élni. Az együttes szinte minden koncertjét rögzítették, gyakran 30 kameraállásból. A teljes archívum Kijak rendelkezésére állt, aki maga válogatta ki a filmhez felhasznált, ritka felvételeket. Az egyik ilyen, amikor David Lynch videóklipet rendez a tengerparton meztelenül ácsorgó Yoshikival. A stáb szabad kezet kapott, Yoshiki nem avatkozott bele a film készítésének menetébe vagy tartalmába, csak annyit kért, hogy legyen pozitív végkicsengése, mert amúgy a történetük túl tragikus lenne, ő pedig azt szerette volna, ha a film segítséget nyújt másoknak.
Kijak úgy nyilatkozott, eszébe jutott Lnych hasonmás-használata, és az interjú, melyben Yoshiki elmondja, hogy két személyisége van, a nyilvános énje és a mögötte lévő, az élete tragédiái által megsebzett ember. Kijak erre építette fel a filmet, mert úgy érezte, mélyebb tartalmat szeretne közvetíteni és nem egy átlagos rockumentaryt készíteni. A legnehezebb a vágás folyamata volt, több mint 40 hétig tartott. Két vágóval dolgoztak, egy japán és egy amerikai szakemberrel, hogy mindkét nézőpont érvényesülhessen.
Kijak korábban olyan dokumentumfilmeket forgatott, mint a Stones in Exile és a Backstreet Boys: Show ’Em What You’re Made Of, és úgy nyilatkozott, „lehet, hogy fel kell hagynom a zenei dokumentumfilmekkel ez után. Annyira szürreális történet, nem tudom, mi másba foghatnék még.”

### Főcímtervezés

A dokumentumfilm díjnyertes főcímének egy részlete: az úszkáló festékdarabok és a csapvízzel készített vízesés

A film South by Southwesten „kiváló főcímtervezés” kategóriában díjazott főcímét a Blue Spill stúdió tervezői, Allison és Anthony Brownmoore készítették. Kijak kívánsága az volt, hogy a nézőknek „le kell esniük a székről” a főcím láttán. Anthony szerint nagy kihívás volt számukra a projekt, mert „nagy hatással volt rám [az együttes] kinézete, de ez ijesztő is lehet. Megpróbálni alkotni valamit, kreatívnak lenni valamivel, ami már amúgy is annyira őrült és kreatív.” Hónapokon át dolgoztak a főcímen, melyet a Jade című dalhoz igazítottak, méghozzá úgy, hogy a képek Yoshiki dobritmusára pulzálnak. A hátterek készítésénél az együttes szlogenjét („Psychedelic Violence Crime of Visual Shock” [A vizuális sokk pszichedelikus erőszak(os) bűntette]) vették figyelembe és a tagok régi fényképeit használták fel, melyekhez lüktető, másvilági, mozgó háttereket készítettek, például foszforeszkáló festékdarabok mozgását filmezték le víztartályban GoPro kamerával. A jelenet, melyben Toshi egy vízesés tetején áll, a saját konyhájuk mosogatójában készült csapvíz segítségével, a vízből felbukkanást pedig Görögországban forgatták le. Az effektekhez az Adobe After Effects és Smoke szoftvereket használták.

## Bemutatók és megjelenések

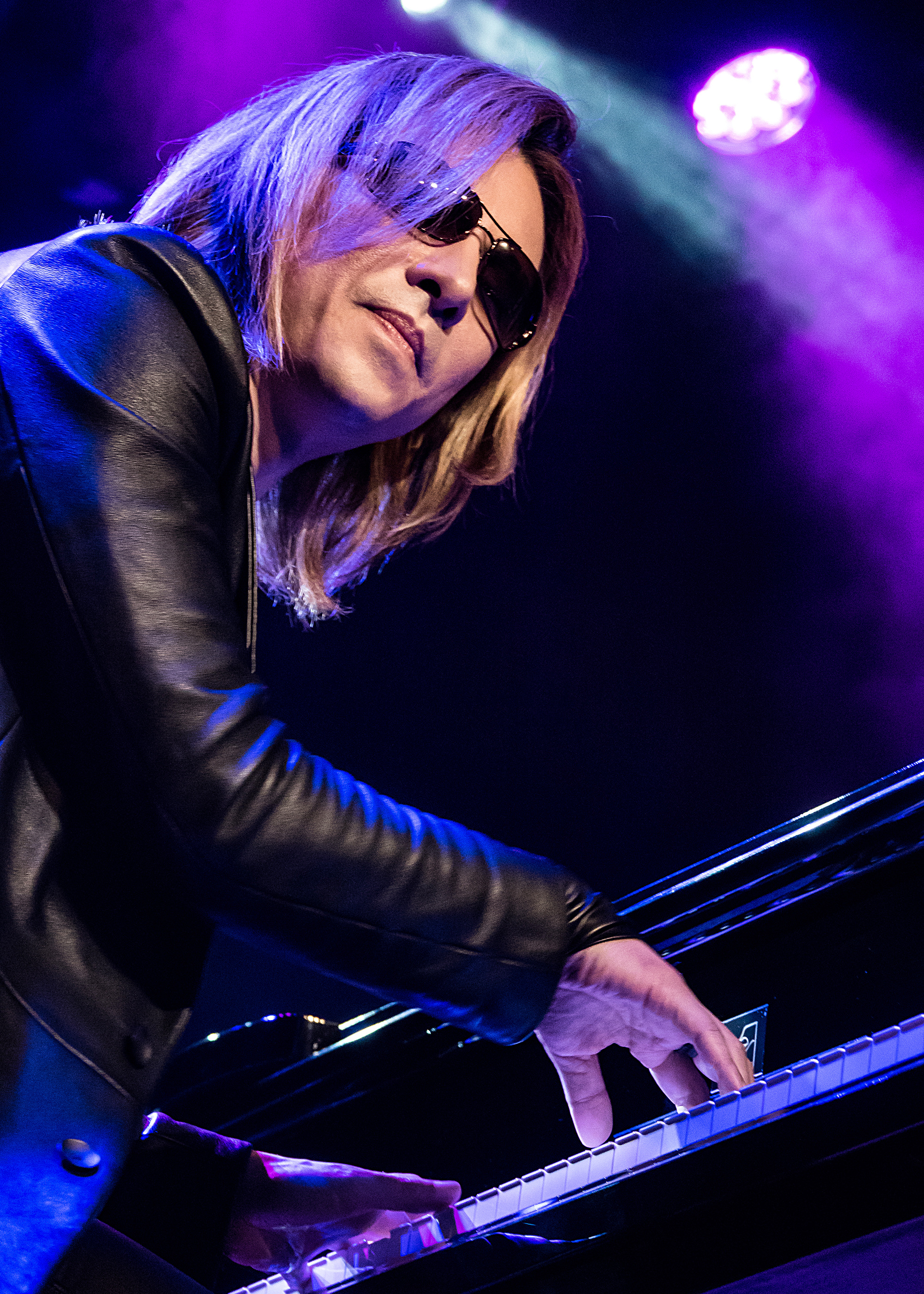
Yoshiki a We Are X San Franciscó-i bemutatóját követő beszélgetésen zongorázik

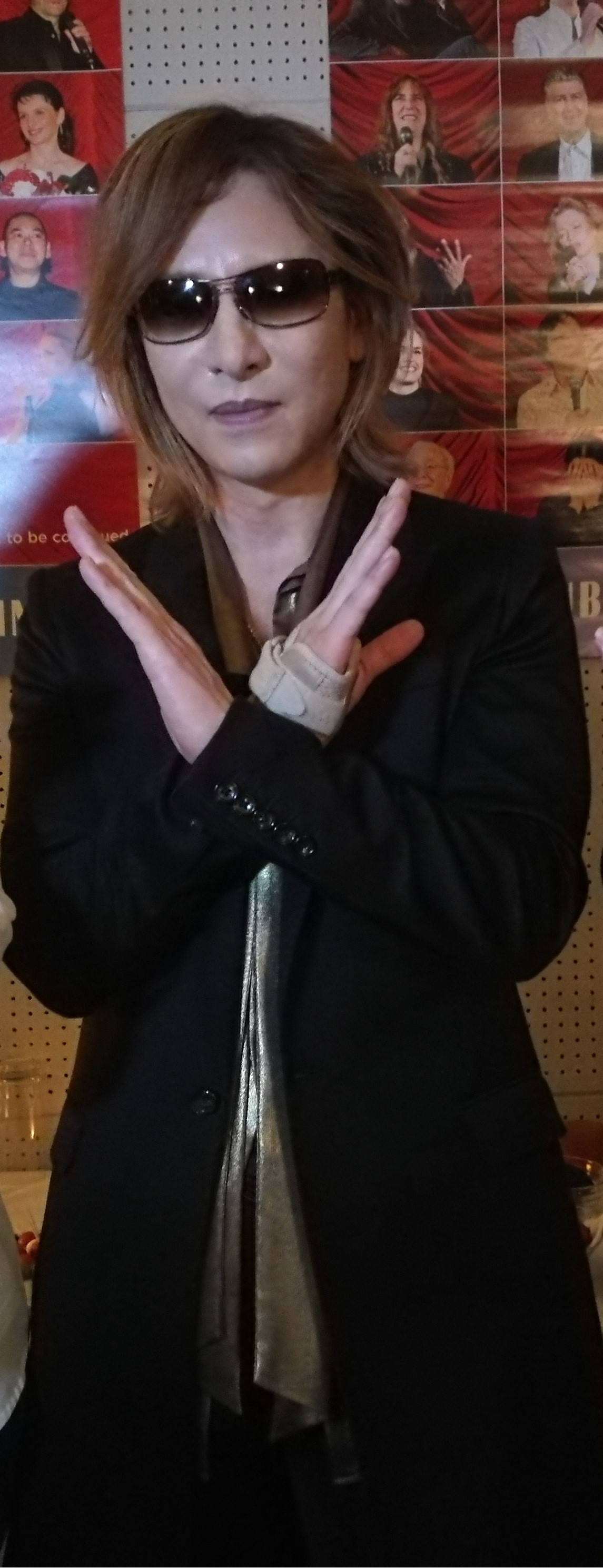
Yoshiki a film bécsi bemutatója után

A We Are X premierjére a Prospector Square Theaterben került sor a Utah állambeli Park Cityben, a Sundance Filmfesztivál keretén belül, 2016. január 23-án. Yoshiki és a film készítői megjelentek a vörös szőnyegen, majd a vetítés után panelbeszélgetést tartottak. Azon a héten a városban többször is tartottak vetítéseket. A filmet a 2016-os South by Southwest fesztiválon is bemutatták.
A nemzetközi bemutatót 2016. március 12-re, a londoni Wembley Arenába tervezték, ahol az együttes az „X Day” keretében lépett volna fel. 2016. január 15-én azonban Patát Tokióban kórházba kellett szállítani egy életét veszélyeztető vérrög miatt. A gitáros betegsége miatt a londoni koncertet elhalasztották, és végül egy évvel később tartották meg. A brit premierre így 2017. február 28-án került sor a londoni Picturehouse Cinemas-ban, majd március 2-től országszerte vetítették. Emellett a március 4-én pótolt Wembley-beli koncerten is levetítették.
A dokumentumfilm forgalmazója az Egyesült Államokban a Drafthouse Films volt. Az amerikai mozipremier 2016. október 21-én volt a Los Angeles-i Nuart Theatre-ben. Yoshiki és Kijak is részt vett a vetítésen, majd az azt követő panelbeszélgetésen. Az amerikai házimozi-megjelenés jogát a Magnolia Home Entertainment vásárolta meg, akik Blu-rayen, DVD-én és digitális HD formátumban forgalmazzák a filmet. Az Egyesült Királyságban a Manga Entertainment jelentette meg a filmet DVD-n és Steelbook Blu-rayen, melynek borítótervét Becky Cloonan képregényrajzoló készítette. A kiadvány extrái között szerepelnek kihagyott jelenetek, interjú Jamagucsi Júkóval, aki Yoshikiról mintázott Hello Kitty-figurát Yoshikitty néven; megtekinthető Yoshiki látogatása a Hello Kitty Conon és a New Economy Summiton, a stáb elkísérte Yoshikit szülővárosába is. Ezen kívül exkluzív interjúk is szerepelnek a lemezen az együttes jelenlegi tagjaival; interjúk Yoshikivel a dokumentumfilmről, valamint a Kurenai és a Forever Love koncertfelvételei is láthatóak, a The Last Live koncertből. Mindezeken túl a Born to Be Free című dalhoz készített, rajongókról szóló videóklip is felkerült a kiadványra.
2017 októberében a filmet több városban (Amszterdam, Bécs, Berlin, Firenze, Helsinki, London, Oslo, Párizs, Reykjavík, Stockholm) is vetítették Európában; a vetítéseken Yoshiki is részt vett. 2018 januárjában a filmet Oroszországban is bemutatták, melyet követően országszerte mintegy 100 moziban vetítették.

## Filmzene
A dokumentumfilm filmzenei albuma 2017. március 7-én jelent meg a Legacy Recordings kiadásában, az együttes régebbi dalait tartalmazza, stúdiófelvételeket, valamint koncertfelvételeket korábbi turnéikról, mint a The Last Live, az X Japan Returns és a Dahlia Tour Final. Yoshiki egy új dalt is írt a filmhez, La Venus címmel. Az albumon ezen kívül a Without You című dal akusztikus változata is hallható, kizárólag ezen a lemezen. Az album 4. helyezett volt az Oricon slágerlistáján, vezette a brit rock- és metalalbumok és kislemezek listáját, valamint 27. volt a brit albumlistán. Ez volt az együttes első brit slágerlista-szereplése.

## Fogadtatás

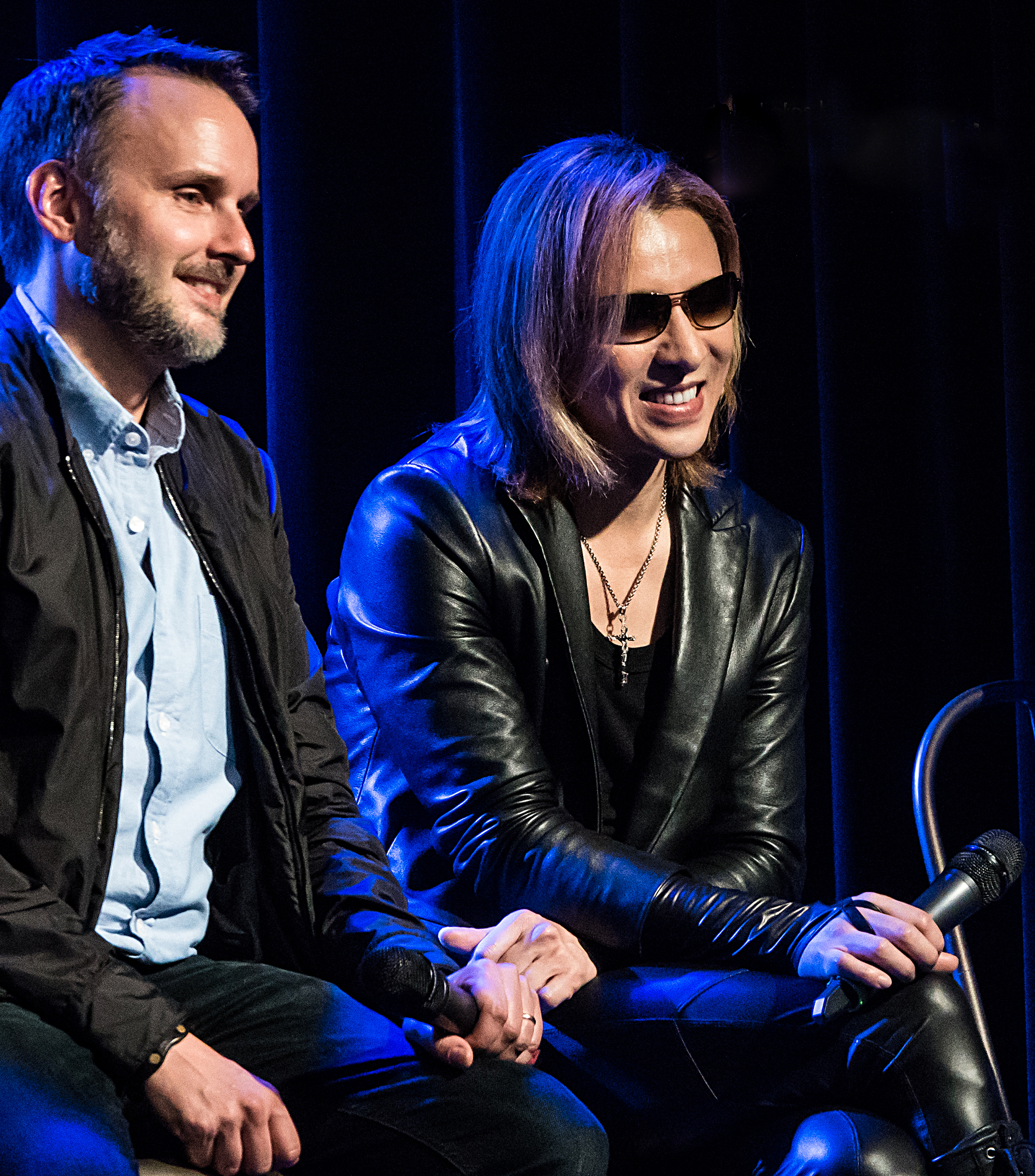
Stephen Kijak és Yoshiki a film San Franciscó-i panelbeszélgetésén.

A We Are X pozitív, illetve vegyes kritikákat kapott. A Rotten Tomatoes 22 kritika alapján 82%-osra ítélte a filmet, a Metacritic pedig 100 pontból 64-et adott neki 10 kritika alapján.
A premier előtt a Rolling Stone magazin a Sundance fesztivál 25 legjobban várt filmje közé sorolta. A Dazed Digital a premier előtt azt írta, ezt a dokumentumfilmet mindenképp meg kell tekinteni. A Yahoo! Music 2016 legjobb zenei dokumentumfilmjei között a negyedik helyre sorolta.
A filmet benevezték a Sundance Filmfesztivál nemzetközi dokumentumfilmek versenyébe, ahol a legjobb vágásért járó különdíjat vihette el. A South by Southwest fesztiválon közönségdíjat kapott „kiváló főcímtervezés” kategóriában.
A filmet jelölték a Sanghaji Nemzetközi Filmfesztivál Aranykehely-díjára a legjobb dokumentumfilm kategóriában. Ugyancsak jelölték a Critics’ Choice Movie Awards dokumentumfilm-díjátadóján a legjobb zenei dokumentumfilm kategóriában. A filmhez írt La Venus című dalt beválogatták a legjobb eredeti dalnak járó Oscar-díjra jelölt 91 dal közé.
Az Egyesült Királyságbeli megjelenését követően a film 2. lett a zenei videók listáján, a Steelbook Blu-ray pedig az 50. helyen debütált a Blu-ray eladási listán a megjelenés hetében.
Paula Mejia a Newsweektől azt írta, a film „rákényszerít, hogy olyan nehéz kérdésekkel nézzünk szembe, mint az élet célja, a fájdalom szerepe a művészetekben, és miképp lesz a zene egyfajta megváltó erő, legalább annyira a rajongók számára, mint a zenészek számára, akik ezeket a dalokat életre keltik.” Mejia szerint ez az egyik legfelemelőbb film, amit a Sundance-en valaha látott. Ian Wolf az On The Boxtól úgy vélte, a film „összehozza a zenét és a zenészek, különösképp Yoshiki színpadi és színpadon kívüli személyiségét, hogy elmeséljen egy nagyszerű történetet. Ez egy olyan történet, amelyet érdemes elmesélni, főképp mert az X Japan kiérdemelte a jogot, hogy meghallgassák.” Francis Rizzo III a DVD Talktól azt írta: „a film gyorsan pergő 95 perce alatt nem érződik, hogy az energia lankadna. Ha egy alkotás képes fenntartani a közönség érdeklődését egy dokumentumtörténet iránt egy olyan együttesről, akiknek a dalai teljesen idegenek, akkor az azt jelzi, hogy ez egy jól megcsinált film.”
Ugyanakkor a The Hollywood Reporter szerint a film ugyan beszél az együttes két tagjának haláláról és a társalapító „agymosásáról”, több időt szentel annak, hogy sajtókonferenciákra és előkészületekre kísérgeti a dobost a Madison Square Garden koncertjük előtt. Az Exclaim! kritikusa, Josiah Hughes hasonló megjegyzésekkel élt, és felfigyelt az angol felirat elgépeléseire is. Mégis 10 pontból 8-at adott a filmnek, mert szerinte ezek pusztán apró panaszok egy egyébiránt „kiemelkedő rockdokumentumfilmre”. A The Guardian öt csillagból hármat adott a filmnek, melyről úgy vélte, „az X Japan szoft-metal együttes nézhető és érdekes – bár kissé bálványozó – tanulmánya”. Joe Dziemianowicz New York Daily Newstól öt csillagból hármat osztott ki a filmnek, szerinte „egészen elmegy az élmény, bár nem túl egyedi”, valamint „akár X-rajongóvá tesz valakit ez a film, akár nem, Yoshikit nehéz figyelmen kívül hagyni.” Tom Huddlestone, a Time Out London újságírója ugyancsak három csillagot adott neki, úgy vélte, bár a film „jó pár elképesztő anekdotát bemutat [...] Kijak hajlandó megengedni az együttes önmitologizálásának elburjánzását, és ez egy idő után fárasztó tud lenni.” Saját magánvéleménye szerint pedig az X Japan „szörnyű”. A The Village Voice újságírója, Simon Abrams szerint a We Are X „dühítően ködös” felvezetője az együttes történetének, „Az, hogy Stephen Kijak rendező frusztráltan igyekszik belelátni Yoshiki fejébe, vajmi kevés időt hagy a nézőknek, hogy megtudják, milyen is az X Japan zenéje egyáltalán.”

## Díjak és jelölések
| Év   | Díj                               | Kategória                                                       | Jelölés  | Eredmény |
| ---- | --------------------------------- | --------------------------------------------------------------- | -------- | -------- |
| 2016 | Sundance Filmfesztivál            | Nemzetközi dokumentumfilmek: zsűri különdíja a legjobb vágásért | We Are X | Elnyerte |
| 2016 | South by Southwest                | Kiváló főcímtervezés                                            | We Are X | Elnyerte |
| 2016 | Sanghaji Nemzetközi Filmfesztivál | Legjobb dokumentumfilm                                          | We Are X | Jelölve  |
| 2016 | Critics’ Choice Movie Awards      | Legjobb zenei dokumentumfilm                                    | We Are X | Jelölve  |
| 2016 | 89. Oscar-gála                    | Oscar-díj a legjobb eredeti dalnak (előválogatás)               | La Venus | Jelölve  |
| 2018 | Space Shower Music Awards         | Legjobb zenés film                                              | We Are X | Elnyerte |

## Fordítás
- Ez a szócikk részben vagy egészben  a   We Are X című angol Wikipédia-szócikk fordításán alapul.  Az eredeti cikk szerkesztőit annak laptörténete sorolja fel. Ez a jelzés csupán a megfogalmazás eredetét és a szerzői jogokat jelzi, nem szolgál a cikkben szereplő információk forrásmegjelöléseként.